# Розе-Сент-Альбен
Розе́-Сент-Альбе́н (фр. Rozet-Saint-Albin) — коммуна во Франции, находится в регионе Пикардия. Департамент коммуны — Эна. Входит в состав кантона Виллер-Котре. Округ коммуны — Шато-Тьерри.
Код INSEE коммуны — 02662.

## Население
Население коммуны на 2010 год составляло 286 человек.
| 1962 | 1968 | 1975 | 1982 | 1990 | 1999 | 2010 |
| ---- | ---- | ---- | ---- | ---- | ---- | ---- |
| 307  | 273  | 272  | 240  | 276  | 292  | 286  |

## Экономика
В 2010 году среди 172 человек трудоспособного возраста (15—64 лет) 123 были экономически активными, 49 — неактивными (показатель активности — 71,5 %, в 1999 году было 70,3 %). Из 123 активных жителей работали 106 человек (67 мужчин и 39 женщин), безработных было 17 (6 мужчин и 11 женщин). Среди 49 неактивных 14 человек были учениками или студентами, 14 — пенсионерами, 21 были неактивными по другим причинам.